# Choyo
Choyo är en ort i Mexiko.   Den ligger i kommunen Santiago el Pinar och delstaten Chiapas, i den sydöstra delen av landet, 700 km öster om huvudstaden Mexico City. Choyo ligger 1 622 meter över havet och antalet invånare är 383.
Terrängen runt Choyo är kuperad åt sydväst, men åt nordost är den bergig. Terrängen runt Choyo sluttar norrut. Runt Choyo är det ganska tätbefolkat, med 134 invånare per kvadratkilometer. Närmaste större samhälle är Bochil, 18,5 km väster om Choyo. I omgivningarna runt Choyo växer i huvudsak städsegrön lövskog.